# Eretmoptera murphyi
Eretmoptera murphyi Schaeffer, 1914 è un insetto terricolo, brachittero e olometabolo della famiglia Chironomidae. Endemico nell'isola subantartica della Georgia del Sud, è specie invasiva nell'Isola di Signy, nella regione biogeografica antartica marittima.
Fu caratterizzato nel 1914 dall'entomologo americano Charles F. A. Schaeffer che lo assegnò, come specie nuova, al genere Eretmoptera, che era stato istituito qualche anno prima da Vernon Lyman Kellogg, per la sola specie E. browni.

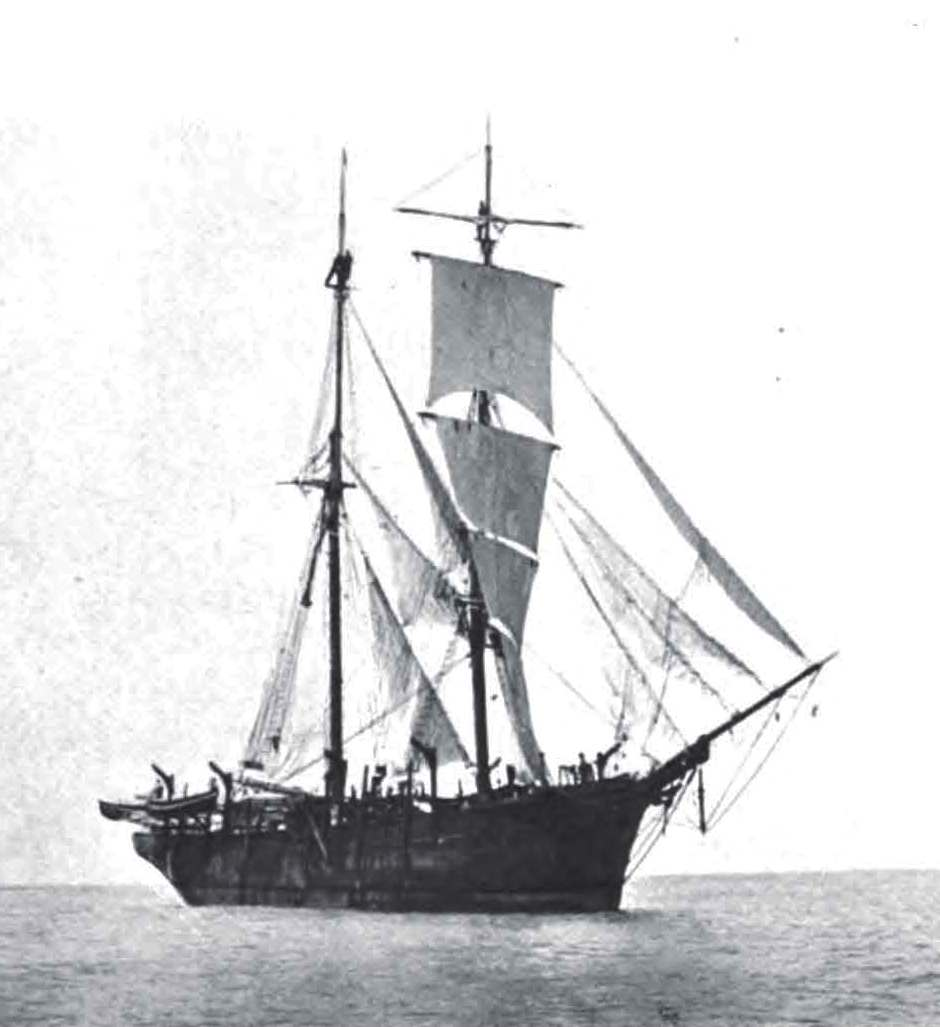
Il brigantino "Daisy" di New Bedford, Massachusetts utilizzato nella South Georgia Expedition

I primi esemplari della nuova specie furono raccolti, nel febbraio del 1913, nell'entroterra della Bay of Isles nella Georgia del Sud, dall'ornitologo Robert Cushman Murphy, nel corso della South Georgia Expedition del 1912-1913.
Non si trattò in realtà di una vera spedizione scientifica in quanto il brigantino "Daisy", sul quale Murphy era imbarcato come rappresentante dell'American Museum of Natural History e del Museum of the Brooklyn Institute of Arts and Sciences, era una baleniera diretta nell'Atlantico meridionale per la caccia alle balene e agli elefanti marini.
I due esemplari raccolti, entrambi femmine adulte, furono affidati per la determinazione a Charles Schaeffer, e i risultati del loro studio, morfostrutturale e sistematico, furono pubblicati in un report della spedizione, edito da Murphy del novembre del 1914.

## Descrizione
L'esemplare tipo descritto da Schaeffer era lungo 2,5 mm e di colore quasi uniforme giallo-testaceo. Aveva occhi convessi, ampiamente separati e glabri ed era privo di ocelli. Le antenne anulate erano articolate in sei antennomeri di cui il primo (scapo) era corto e robusto, il secondo basale (pedicello) era più lungo del terzo (postpedicello), ma non lungo quanto il terzo e il quarto flagellomero presi insieme, il quinto articolo era un po' più corto del terzo, e il sesto era più lungo del pedicello. I palpi plurisegmentati erano articolati in quattro segmenti (palpomeri). 

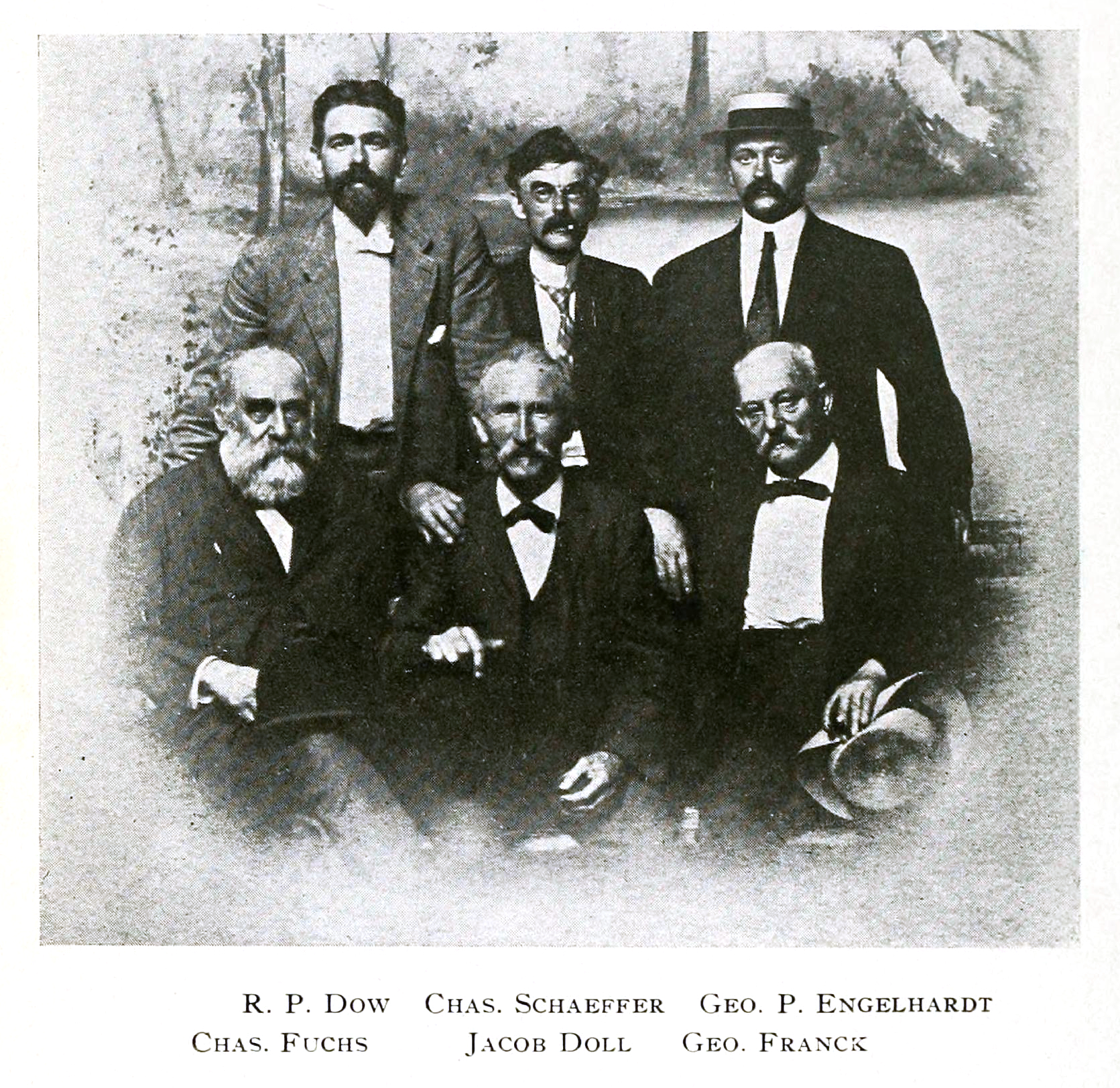
Charles Schaeffer nel 1914, assieme ai soci della Brooklyn Entomological Society

Il protorace era poco sviluppato, debolmente proteso in avanti e suddiviso in senso longitudinale da una linea mediana; mentre una profonda linea trasversale, interrotta nel mezzo, attraversava il margine apicale; la regione laterale era ridotta a una piccola area.
Le ali erano biancastre, corte, simili a cinghie, prive di venature e arrivavano fino al quarto segmento dell'addome. I bilancieri erano molto piccoli e a forma di pomello. L'addome contava nove segmenti (uriti), che si restringevano debolmente verso l'apice ed erano ricoperti da una scarsa peluria, fatta di peli sottili e corti. I genitali esterni erano poco appariscenti, non visibili. Le zampe erano lunghe con acropodi semplici, privi di pulvilli e con l'empodio lungo, ricurvo, e con una fila di peli simili a spine sul lato esterno.
Per circa settant'anni questa è stata l'unica descrizione del chironomide sub-antartico. Fino al 1984 quando, nella regione biogeografica dell'Antartico marittimo, nell'Isola di Signy, la più piccola dell'arcipelago delle Orcadi meridionali, fu scoperta una piccola popolazione di E. murphyi nelle adiacenze della British Antarctic Survey (BAS) Research Station.
Secondo quanto ipotizzato da William Block, A. J. Burn e K. J. Richard, del British Antarctic Survey, autori della scoperta, la piccola popolazione discendeva da alcuni esemplari portati involontariamente sull'isola, dalla Georgia del Sud, con il terreno vegetale utilizzato nel corso di esperimenti di introduzione di piante condotti tra il 1967 e il 1971.

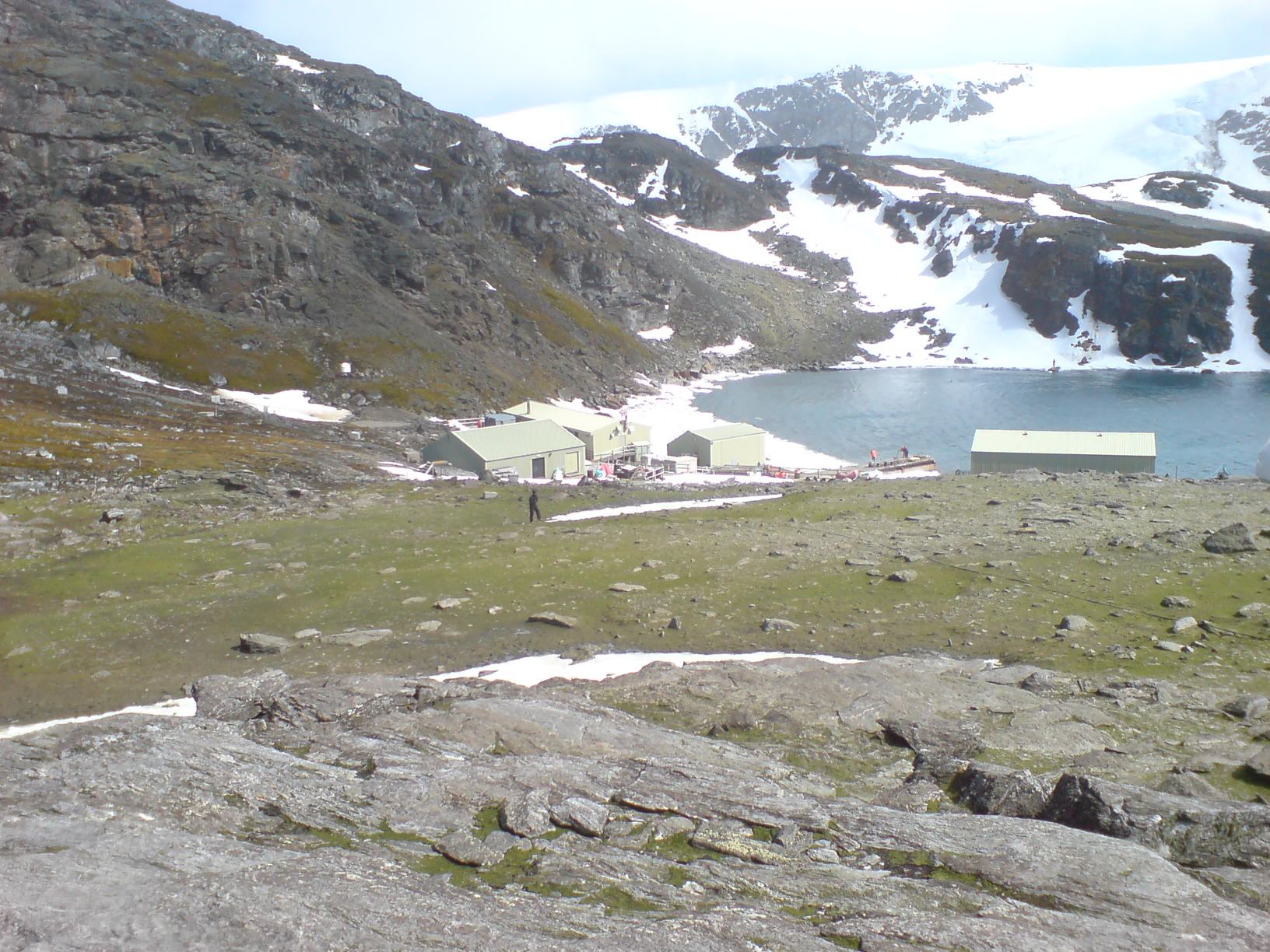
Factory Cove nell'isola Signy con la British Antarctic Survey Research Station

Nella popolazione non furono trovati individui di sesso maschile. Fu confermata così l'ipotesi, precedentemente avanzata, della partenogenesi telitoca, come modalità di riproduzione della specie. Furono invece osservati, per la prima volta, esemplari immaturi nei diversi stadi di sviluppo postembrionale, dalla larva all'insetto dopo l'ultima muta (immagine). Furono così raccolte delle serie quasi complete, che furono oggetto di uno studio anatomo-morfologico e sistematico da parte dell'entomologo Peter Cranston, dell'Australian National University.
Rispetto alla descrizione delle femmine adulte fattane da Schaeffer nel 1914, quella che ne fece Cranston nel 1985 era sostanzialmente un completamento della precedente, con l'aggiunta di diversi particolari morfologici, e con la descrizione dell'apparato genitale che non era visibile negli esemplari esaminati da Scaeffer.
Diverso il discorso per gli stadi postembrionali, specificatamente larve del terzo (L3) e del quarto stadio (L4) ed esemplari nello stadio di pupa che, sconosciuti all'epoca di Schaeffer, furono descritti per la prima volta da Cranston.

## Ciclo biologico
Come tutti i Nematoceri, E. murphyi è un insetto olometabolo con sviluppo postembrionale che attraversa quattro stadi di larva e uno di pupa. Dalla descrizione delle larve L3 e L4 e della pupa, fatta da Cranston nel 1985, occorre arrivare al 2019 per la prima descrizione degli altri due stadi preimmaginali, ossia le larve del primo e del secondo stadio (L1 e L2), e per avere la prima documentazione completa del ciclo biologico e dell'evoluzione fenologica di questa specie.
In uno studio dettagliato, condotto all'Università di Birmingham e successivamente a Signy con osservazioni dirette sul campo, Jesamine C. Bartlett, Peter Convey e Scott A. L. Hayward hanno documentato le fasi principali dell'embriogenesi e ricostruito lo sviluppo postembrionale di E. murphyi a Signy, con la caratterizzazione dei quattro stadi larvali, la pupazione e lo sviluppo della pupa, l'ovideposizione, la gestazione e lo sviluppo delle uova. Hanno discusso inoltre dell'efficienza riproduttiva e del ruolo dei fattori abiotici nelle transizioni tra i diversi stadi del ciclo biologico.

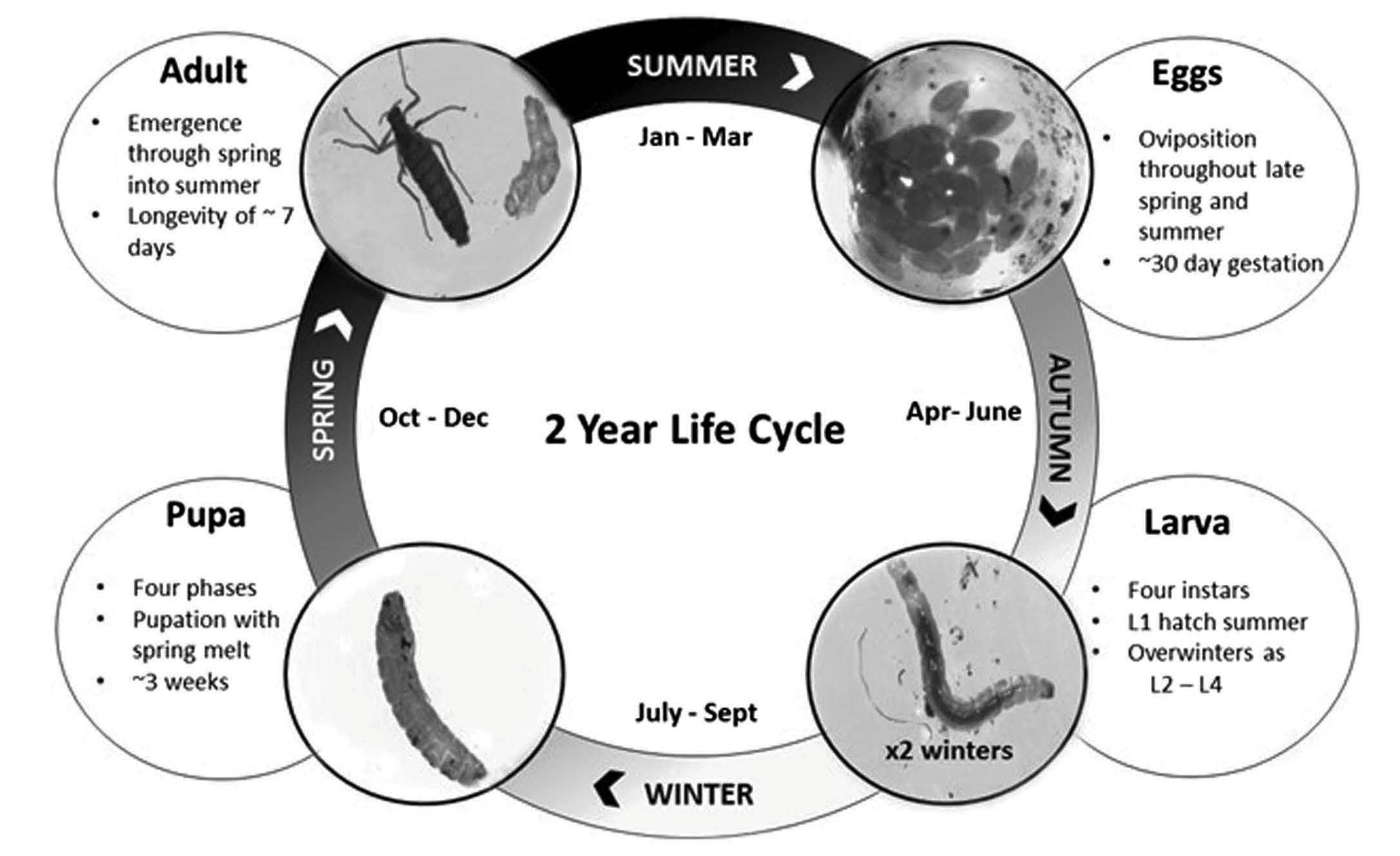
Schema del ciclo biologico biennale di E. murphyi a Signy

Il ciclo biologico di E. murphyi a Signy si completa in due anni, come ipotizzato nel 1992 da Peter Convey. L'ovideposizione inizia tra la tarda primavera e l'estate australe. L'ooteca contiene una media di 48 uova che si sviluppano in circa 30 giorni passando attraverso quattro fasi di cui quella finale, precedente la schiusa, mostra le larve in forma farata con organi interni, mandibole e occhi chiaramente visibili. La schiusa è in estate e le larve, apode, mutano attraverso quattro stadi larvali (larval instars) da L1 a L4 fino alla primavera del secondo anno quando, con il disgelo, iniziano la pupazione. La fase di pupa dura mediamente 14 giorni ed è suddivisa in quattro fasi corrispondenti ad altrettanti stadi morfologicamente distinti, al termine le femmine adulte fuoriescono dagli involucri pupali come immagini. A differenza di B. antarctica, le eclosioni non sono né sincrone né di massa ma sono distribuite lungo un periodo di due-tre mesi, andando dalla tarda primavera a tutta la prima metà della stagione estiva. Le femmine adulte hanno vita breve, circa sette giorni, durante i quali depongono le uova, contenute in una singola ooteca avente, a secco, una massa doppia rispetto a quella della femmina dopo l'ovideposizione.
La deposizione di un alto numero di uova è solo una delle strategie, elaborate da E. Murphyi, per garantirsi il successo riproduttivo in un ambiente difficile come quello polare, che determina un'elevata mortalità all'eclosione, una mancata ovideposizione e un basso tasso di schiusa delle uova. E. murphyi ha sviluppato infatti anche altre modalità, a cominciare dalla tipologia di riproduzione, la partenogenesi telitoca che non prevede la fecondazione, non necessita di spermatozoi né, quindi, di individui di sesso maschile e origina una progenie esclusivamente femminile. A sua volta questa modalità esclude la necessità dell'eclosione sincrona e di massa, come invece per la riproduzione anfigonica di B. antarctica, che richiede la presenza contemporanea di maschi e femmine per l'accoppiamento. Inoltre, in E. murphyi, l'ovideposizione è possibile anche prima del completamento dell'eclosione, il che garantisce la riproduzione anche se le condizioni ambientali o fisiologiche non sono favorevoli alla fuoriuscita dell'immagine dall'involucro di pupa. Con questa strategia riproduttiva, la popolazione invasiva di E. murphyi dell'isola di Signy è potenzialmente in grado di raddoppiare le sue dimensioni a conclusione di ogni ciclo biennale.

## Distribuzione e habitat
E. murphyi ha un areale estremamente limitato essendo presente come specie endemica nella Georgia del Sud, dove vive nell'entroterra della Bay of Isles e nei dintorni di Grytvichen, e come specie invasiva accidentalmente introdotta, nell'Isola di Signy dove è diffuso intorno alla base scientifica del British Antarctic Survey.
Nelle due isole gli habitat sono però leggermente diversi, mentre nella Georgia del Sud E. murphyi è stato ritrovato tra il muschio Racomitrium austrogeorgicum su pendii torbosi, ventosi, freddi e secchi (felfield), fino a 300 m di altitudine, a Signy le larve, come l'insetto adulto, vivono tra il muschio morto, nella torba e nei substrati organici in decomposizione più o meno umidi, meno frequentemente su substrati inorganici, quali terreni sassosi o ghiaia o tra muschio vivo o licheni, ma fino ad un'altitudine massima di circa 15 m o 40 m.

## Tassonomia
La collocazione sistematica del nuovo chironomide, è stata sin dall'inizio problematica essendo stata basata sull'esame di due soli esemplari, entrambi femmine adulte, conservate in alcol. Già Schaeffer avvertì che, in assenza dell'osservazione di esemplari di sesso maschile, l'assegnazione da lui proposta al genere Eretmoptera era da ritenersi provvisoria.
La scoperta della piccola popolazione del dittero nell'Isola di Signy, non ha contribuito alla soluzione del problema. Poiché, anche se sono stati osservati e descritti, per la prima volta, esemplari degli stadi immaturi ed è stato possibile un riesame morfo-anatomico delle femmine adulte, non sono stati trovati esemplari di sesso maschile e «it is very likely that the species is parthenogenetic and males may never be found».
Ciò nonostante Cranston ritenne che la presenza di una certa combinazione di caratteri differenziali, da lui ritenuti apomorfi, e unici della nuova specie, fosse sufficiente a giustificare la collocazione di E. murphyi (e di conseguenza di E. browni)  in una posizione isolata nelle Orthocladiinae, e a escludere, invece, la stretta relazione con il genere Clunio (tribù Clunionini, sottofamiglia Clunioninae), come ipotizzato da alcuni Autori precedenti.
Con l'avvento delle tecniche di filogenesi molecolare, sono stati apportati nuovi contributi al problema della collocazione sistematica di E. murphyi e alle sue relazioni filetiche con il genere Clunio e con le altre due sole specie conosciute di chironomidi antartici, Belgica antarctica Jacobs, 1900 (sottofamiglia Orthocladiinae), e Parochlus steinenii  (Gercke, 1889) (sottofamiglia Podonominae).
In una prima ricerca del 2006, il genoma di trenta esemplari di Chironomidae appartenenti a quindici specie diverse, è stato sequenziato per i domini D1 e D3–D5 del gene nucleare 28S rDNA, trascritto dalla DNA polimerasi I in RNA ribosomale 28S. L'analisi dei dati molecolari, nel confermare la stretta relazione tra B. antarctica ed E. murphyi, come affermato dalla sistematica classica, ha evidenziato come le due specie formino un clade ben attestato, che con i generi Smittia e Cluno, costituisce uno dei due gruppi maggiori in cui appaiono nettamente suddivise le Orthocladiinae.
Successivamente, nel 2012, sono state riesaminate le relazioni sistematiche tra E. murphyi e B. antarctica includendo nell'indagine l'altra sola specie del genere Belgica, la B. albipes Séguy, 1940, endemica nell'arcipelago sub-antartico delle isole Crozet, nell'Oceano Indiano meridionale. Il lavoro ha comportato l'analisi combinata delle sequenze dei domini D1 e D3–D5 del gene nucleare 28S rDNA e di quelle del gene mitocondriale del mtDNA (cox1) che codifica per la sub unità proteica Citocromo-c ossidasi, o complesso IV (COI).
I dati molecolari hanno confermato i dubbi sulla fondatezza della collocazione sistematica di E. murphyi, basata sull'approccio classico anatomo-morfologico, e hanno suggerito che la specie dovrebbe essere più opportunamente assegnata al genere Belgica, di cui diventerebbe il terzo componente specifico.